# پرویز شفا
پرویز شفا (۱۳۱۷–۱۳۹۶) مدرس سینما، نویسنده، منتقد، و مترجم کتاب و مقالهٔ سینمایی و سیاسی اجتماعی بود. وی به زبان انگلیسی تسلطی کم‌نظیر داشت و مقالات و کتاب‌های باارزشی از زبان انگلیسی به فارسی ترجمه کرده. شفا با بیش از چهار دهه فعالیت، آثار مکتوب مهمی دربارهٔ فیلمسازان شوروی (به‌ویژه ژیگا ورتوف، ایزینشتاین و پودفکین)، سینمای پیشروِ کشورهای آمریکایِ لاتین، سینمای آفریقا، سینمای سیاسی، سینمای کشورهایِ عرب، و فیلم‌های کارگردانان شاخص سینما از خود به جای گذاشته.

## زندگی
شفا متولد مشهد بود. پس از پایان دبیرستان به ایالات متحده رفت و به تحصیل در زمینهٔ سینما پرداخت. پس از تکمیل مطالعات خود در دانشگاه سن‌فرانسیسکو به ایران بازگشت و در دانشکدهٔ هنرهای دراماتیک تهران شروع به تدریس کرد و همزمان به نوشتن و ترجمهٔ مقالات متعدد در مجلات سینمایی مختلف پرداخت. در ماهنامه سینمایی فیلم ترجمه و مطالب زیادی از وی چاپ شده است. از وی تا کنون چندین کتاب و مقالات بسیاری منتشر شده. وی در سال‌های گذشته ساکن ایالات متحده بود. شفا عمر را پیوسته در کار مطالعه و ترجمه و نوشتن گذراند.
پرویز شفا در یکم شهریور ۱۳۹۶ برابر با ۲۲ ماهِ اوت ۲۰۱۷، در بیمارستانی در نزدیکیِ شهرِ سانفرانسیسکوی آمریکا، در هفتاد و نُه سالگی، از دنیا رفت.

## بزرگداشت
در دی ۱۳۹۶ دانشکده سینما و تئاتر دانشگاه هنر مراسمی برای بزرگداشت پرویز شفا برگزار کرد که در این مراسم ویدئویی دربارهٔ زندگی و آثار او پخش شد، و شاگردان و دوستان او به ایراد سخنرانی درباره‌اش پرداختند.

## آثار

### ترجمهٔ کتاب
- زنده‌باد مکزیک/ آیزنشتاین (فیلمنامه)، ۱۳۵۳
- سینما، سلاح تئوریک/ جیمز روی مک‌بین، ۱۳۵۸
- سینمای سوم و سینمای چریکی/ جیمز روی مکبین، فرناندو سولاناس، اکتاویو گتینو، ۱۳۵۹
- استعمار و ضد استعمار در سینما، ۱۳۶۰، نشر توس حسر
- فصلی در سینما، سینمای زمان
- فاشیزم در سینما (با همکاری شهاب‌الدین عادل)
- سرگیجه (ورتیگو) (با همکاری ناصر زراعتی)/ دن اویلر، ۱۳۸۸، نشر هرمس
- آمریکای الیور استون: سینما، تاریخ، مناظره/ رابرت تاپلن، ۱۳۸۹، نشر هرمس
- جنگ نیرویی که به ما معنا می‌دهد (باهمکاری ناصر زراعتی)/ کریس هجز، ۱۳۹۱ باشگاه ادبیات

### ترجمهٔ مقاله
- گفتگو با کامرون (۲)، ۱۳۷۳، مجلهٔ نقد سینما
- پسا مدرنیسم و آموزش عالی/ هارلندبلولند، ۱۳۸۲، مجله‌ی نامهٔ فرهنگ
- بوی خوش موفقیت: فیلمی با برچسب «خطرناک»/ سام کشنر، ۱۳۸۳، مجله‌ی هنر

### تألیف‌ها
- سینمای آفریقا، ۱۳۶۴، نشر هدف

### مقاله
- تحلیل و بررسی فیلم سرگیجه
- سینما: گفتگوی گودار با سولاناس و گفتگوی سولاناس با گودار، ۱۳۷۰، مجلهٔ کلک (دانلود از noormags)
- هزینه‌ی جنگ